# Tipuliforma triangulalis
Tipuliforma triangulalis är en fjärilsart som beskrevs av Sir George Hamilton Kenrick 1907. Tipuliforma triangulalis ingår i släktet Tipuliforma och familjen Crambidae. Inga underarter finns listade i Catalogue of Life.